# Вук са Вол стрита
Вук са Вол стрита (енгл. The Wolf of Wall Street) америчка је црна комедија у режији Мартина Скорсезеа из 2013. године, снимљена по истоименој књизи мемоара Џордана Белфорта, док је сценарио написао Теренс Винтер. Прича из Белфортове перспективе прати каријеру овог берзанског посредника у Њујорку и то како је његова фирма Stratton Oakmont била умешане у корупцију и многе илегалне акције на Вол стриту, што је на крају довело до његовог пропасти.
Леонардо Дикаприо, који је такође продуцент овог филма, тумачи улогу Белфорта, док се Џона Хил појављује као његов пословни партнер и пријатељ Дони Азоф, Марго Роби као Белфортова супруга Наоми Лапаља, а Кајл Чендлер као агент ФБИ-ја, Патрик Денам, који покушава да приведе Белфорта. Вук са Вол стрита је пети филм у коме је Скорсезе Дикаприју поверио једну од главних улога, након филмова Банде Њујорка (2002), Авијатичар (2004), Двострука игра (2006) и Затворено острво (2010), а уједно и његова друга сарадња са Теренсом Винтером, након серије Царство порока.
Филм је премијерно приказан у Њујорку 17. децембра 2013, а у америчким биоскопима је реализован 25. децембра исте године. Остварио је велику зараду на биоскопским благајнама и наишао на позитивне критике, али такође је изазвао доста полемика због моралне двосмислености, сексуалног садржаја, присуства наркотика и вулгарности. Био је је номинован за бројне награде, укључујући и пет Оскара (најбољи филм, најбољи режисер, најбољи адаптирани сценарио, најбољи глумац и најбољи споредни глумац).
Тренутно држи рекорд као холивудски играни филм у коме ја реч „fuck” употребљена највише пута.

## Радња
1987. године, Џордан Белфорт добија посао берзанског посредника на Вол стриту у компанији Л.Ф Ротшилд, запослен код Марка Хане, који га убрзо заводи културом берзанских посредника препуном секса и дроге, и преноси му своју идеју да је једини циљ брокера да зарађује новац за себе. Џорданова каријера је прекинута после Црног понедељка, највећег једнодневног пада берзе у историји, након чега се запошљава у малој брокерској компанији на Лонг Ајленду, специјализованој за продају деоница малих вредности. Захваљујући свом агресивном стилу продаје и високим провизијама, Џордан зарађује мало богатство.
Џордан се спријатељава са својим комшијом, Донијем Азофом и њих двојица оснивају сопствену компанију. Регрутују неколико Џорданових пријатеља, које Џордан подучава уметности „тешке продаје”. Белфортова тактика и продаја највећим делом доприноси успеху његове шеме која укључује нагло повећање цене деоница издавањем нетачних, позитивних изјава да би се оне продале по вештачки повећаној цени. Када починиоци шеме продају своје прецењене хартије од вредности, цена им неизмерно пада, а онима који су преварени куповином по надуваној цени, остају деонице које одједном вреде много мање од онога што су им платили. Како би то прикрио, Џордан даје фирми респектабилно звучно име Стратон Оакмонт 1989. године. Након чланка о њему у Форбсу, стотине амбициозних младих финансијера тражи посао у његовој компанији. Џордан постаје неизмерно успешан и клизи ка декадентном начину живота, препуном проститутки и дрога. Започиње аферу са женом по имену Наоми Лапаља. Када његова супруга то сазна, Џордан се разводи од ње и жени се са Наоми 1991. године. У међувремену, СЕЦ и ФБИ започињу истрагу Стратон Оакмонта. 1993. године Џордан за три сата илегално зарађује 22 милиона долара након обезбеђења ИПО-а, Стива Мадена. Ово наводи ФБИ да обрати пажњу на њега и његову фирму. Да би сакрио свој новац, Џордан отвара рачун у швајцарској банци код корумпираног банкара Жан-Жак Сорела на име Наомине тетке Еме, која је британска држављанка и на тај начин је ван досега америчких власти. Користи супругу и рођаке свог пријатеља Бреда Бодника, који поседује европске пасоше, за кријумчарење готовине у Швајцарску.
Дони се сукобљава са Бредом и, док Дони побегне, Бред је ухапшен. Бред не проговара полицији ни реч о Донију или Џордану. Џордан сазнаје од свог приватног истражитеља да ФБИ прислушкује његове телефоне. Бојећи се за свог сина, Џорданов отац га саветује да напусти Стратон Оакмонт и притаји се, док Џорданов адвокат договори споразум који ће га задржи ван затвора. Џордан, међутим, не може да натера себе да поднесе оставку и открива да ће остати у фирми, усред свог опроштајног говора. 1996. године Џордан, Дони и њихове супруге одлазе јахтом у Италију, где сазнају да је тетка Ема умрла од срчаног удара. Џордан одлучује да одмах отпутује у Швајцарску како би подмирио банковни рачун. Како би заобишао граничне контроле, наређује свом капетану да крене јахтом према Монаку, али јахту хвата олуја и она тоне. Након њиховог спасавања, авион послат да их одведе у Женеву је уништен, када галеб улети у мотор. Џордан ово схвата као знак од Бога и одлучује да се отрезни.
Две године касније, ФБИ хапси Џордана јер је Сорел, који је ухапшен на Флориди због потпуно другог разлога, обавестио ФБИ о Џордановом случају. Пошто има превише доказа против њега, Џордан пристаје да прикупи доказе о својим колегама, у замену за смањење казне. Код куће, Наоми говори Џордану да се разводи од њега и да жели потпуно старатељство над њиховом ћерком. У налету импулсивног беса, Џордан покушава да се одвезе са ћерком, али удара својим аутомобилом о прилаз. Касније, Џордан одлази озвучен на посао, али додаје белешку Донију и упозорава га о томе. ФБИ то открива и хапси Џордана. ФБИ упада у канцеларије и затвара Стратон Оакмонт. Упркос кршењу споразума, Џордан је осуђен на казну од 36 месеци у затвору са минималним обезбеђењем, али пуштен је након одслужења 22 месеца. Након пуштања на слободу, Џордан се бави организовањем семинара о техникама продаје.

## Улоге
| Глумац            | Улога             |
| ----------------- | ----------------- |
| Леонардо Дикаприо | Џордан Белфорт    |
| Џона Хил          | Дони Азоф         |
| Марго Роби        | Наоми Лапаља      |
| Метју Маконахеј   | Марк Хана         |
| Кајл Чендлер      | Патрик Денам      |
| Роб Рајнер        | Макс Белфорт      |
| Џон Бернтал       | Бред Бодник       |
| Џон Фавро         | Мани Рискин       |
| Жан Дижарден      | Жан-Жак Сорел     |
| Џоана Ламли       | тетка Ема         |
| Кристин Милиоти   | Тереза Петрило    |
| Шеј Вигам         | капетан Тед Бичам |
| Итан Супли        | Тоби Велч         |